# Даутова, Диля Рахимовна
Диля Рахимовна Даутова (15 февраля 1908 — 21 июля 1990) — советская актриса. Народная артистка БАССР (1957).  Член Коммунистической партии с 1941, а с 1946 член союза театральных деятелей.

## Биография
Родилась в 1908 году в Орский уезд Оренбургская губерния в шахтёрской семье.
Сценическую деятельность начала в 1924 году в Троицком театре.
В 1931—1933 гг училась в Башкирском техникуме искусств, в 1933—1936 гг. — в Башкирском педагогическом институте имени К.А.Тимирязева.
В 1925—1930 годах актриса Башкирского Передвижного театра, в 1936—1964 годах — Башкирского академического театра драмы.
На раннем этапе творчества игре Даутовой была свойственна импровизационность, традиционно присущая народному исполнительству: Танхылу («Ашкаҙар» — «Ашкадар»), Гульзифа («Башкорт туйы»), Шаура («Шәүрә килен» — «Невестка Шаура», все — М.А.Бурангулова), Тансулпан («Ҡарағол» — «Карагул» Д.Юлтыя) и другие.
Для зрелых работ актрисы — Арина Ивановна («Ванюшиндың балалары» — «Дети Ванюшина» С.А.Найдёнова), бабушка Вера («Батырҙар» — «Герои» В. Г.Галимова по роману «Молодая гвардия» А.А.Фадеева), Бибихаят («Әсәйемдең сал сәстәре» — «Седые волосы моей матери» А.М.Мирзагитова) — были характерны жизненная достоверность, убедительность и простота сценичного рисунка. В обширном репертуаре актрисы были также яркие сатирические персонажи: Жихан («Башмагым»), Гильми («Ҡара йөҙҙәр» — «Черноликие» Галимова и Г.Амири по одноимённой повести М.Гафури) и другие .